# ラグナガーデンホテル
ラグナガーデンホテル（ラグナガーデンホテル、LAGUNA GARDEN HOTEL）は、沖縄県宜野湾市真志喜にあるホテル。全日空ホテルズに加盟していたが、2013年3月31日にフランチャイズ契約を終了し離脱している。

## 概要
1992年に開業した、宜野湾海浜公園に隣接したリゾートホテル。那覇市街地から近く、また至近に沖縄コンベンションセンターがあるため、1000名収容可能な大宴会場などシティホテルの機能も備える。
明治海運のホテル業界進出第一号で、全日空と共同出資により設立した株式会社ラグナガーデンホテルが運営に当たっている。
2002年、イーストウィングを増築。

## 客室
全303室。標準的なツイン・モデレートルームで35平米前後と、リゾート滞在に適した広さを確保している。またリゾートホテルでは珍しい、一人でも利用可能なセミダブル・ルームも設置されている。
- 本館（204室）
セミダブル20室、ツイン171室、和室4室、スイート9室。
- イーストウィング（99室）
ダブル11室、ツイン88室

## 設備
- 料飲施設 6箇所
- 宴会場 3箇所
- アクアゾーン（屋外プール、屋内プール、大浴場など）
プライベートビーチは設置されていないが、近くに宜野湾海浜公園トロピカルビーチがある。
- ショッピングゾーン
- レンタカーデスク（ニッポンレンタカー）
- コインランドリー

## その他
例年、横浜DeNAベイスターズの春季・秋季キャンプが近隣の宜野湾市立野球場で行われている。